# ۲۴ ربیع‌الاول
۲۴ ربیع‌الاول، بیست و چهارمین روز از ماه ربیع‌الاول در تقویم هجری قمری است.
در تقویم هجری قمری قراردادی این روز هشتاد و سومین روز سال است.

## درگذشتگان
• ۱۴۲۲ - علی آل اسحاق